# Antigone 34
Pour les articles homonymes, voir Antigone.
Antigone 34 est une mini-série télévisée française en 6 épisodes de 52 minutes, créée par Alexis Nolent et Brice Homs, réalisée par Louis-Pascal Couvelaire et Roger Simonsz, elle a été diffusée entre le 23 mars 2012 et le 6 avril 2012 sur France 2.

## Synopsis
Antigone 34, c’est le nom du commissariat où exerce Léa. Sous la pression d’un ennemi invisible et puissant, elle s’attache à un médecin radié et marginal, Victor Carlier, et à une psychologue anticonformiste Hélène de Soyère. Ses enquêtes sur des crimes « ordinaires » croisent des enjeux locaux et universels…

Antigone fait référence au quartier éponyme de Montpellier (Hérault), où se déroule principalement l'action.

## Distribution
- Anne Le Nen : Léa Hippolyte
- Bruno Todeschini : Victor Carlier
- Claire Borotra : Hélène de Soyère
- Lionel Erdogan : Fifi
- Bruno Lopez : Pérez
- Aubert Fenoy : Ravel
- Fred Tournaire : Libert
- Hammou Graïa : Commissaire Meziane
- Daniel Lobé : Baptiste Firmin
- Moussa Maaskri : Paco
- Xavier Gallais : Hubert Prudhomme
- Hélie Chomiac : Étudiant

## Fiche technique
- Producteurs :  Mascaret Films, France Télévisions, Bénédicte Lesage, Ariel Askénazi
- Scénaristes : Brice Homs, Alexis Nolent
- Réalisateur : Louis-Pascal Couvelaire/ Roger Simonsz
- Compositeur : Claude Samard Polikar

## Épisodes

### Épisode 1
- Date de diffusion : vendredi 23 mars 2012
- Résumé : En pleine période d’intégrations dans une faculté de médecine, le corps d’une jeune étudiante assassinée est retrouvé.

### Épisode 2
- Date de diffusion : vendredi 23 mars 2012
- Résumé : La disparition inquiétante d’un concepteur vedette de jeux vidéo nous emmène dans le monde des Geeks et des Gamers. Un univers fascinant où la réalité et l’imaginaire semblent parfois se confondre.

### Épisode 3
- Date de diffusion : vendredi 30 mars 2012
- Résumé : Une voiture fonce sur un barrage de police. Le faux-permis du conducteur va permettre de mettre au jour un trafic très astucieux.

### Épisode 4
- Date de diffusion : vendredi 30 mars 2012
- Résumé : Le corps d’un patron de pêche assassiné est retrouvé dans un entrepôt réfrigéré. Une jeune femme amnésique erre non loin de là, recherchant son enfant. Les deux affaires sont-elles liées ?

### Épisode 5
- Date de diffusion : vendredi 30 mars 2012
- Résumé : Un faux livreur de pizzas exécute par méprise la voisine d'une journaliste d'investigation s'intéressant de trop près à un projet d'urbanisme très douteux.

### Épisode 6
- Date de diffusion : vendredi 30 mars 2012
- Résumé : Le père de l'étudiante assassinée au premier épisode poursuit son enquête personnelle, tout comme Léa. Un premier dénouement est atteint, mais les flics pourris ne sont pas encore confondus.

## Commentaires
- Le 6 mai 2012, la série a été annulée[1].
- À l’origine, le projet était un thriller médical feuilletonnant. France 2 a demandé aux auteurs de le transformer en série policière[2].